# Восстание Маджи-Маджи
Восстание Маджи-Маджи (нем. Maji-Maji-Aufstand) — всеобщее восстание  около 20 племен, проживавших на территории Германской Восточной Африки (современная Танзания), против немецких колонизаторов, длившееся с 1905 по 1907 год.

## История
Причиной восстания послужили усиливающиеся репрессивные меры и ужесточающиеся законы колониальных властей, которые наращивали производство хлопчатника в южных регионах колонии. Всё это происходило в ущерб интересам местного африканского и индийского населения и небольшого султаната, существовавшего в регионе. Репрессивные законы, такие, как налог на мусор или запрет на охоту, усилили недовольство населения, и в конце концов вылились в вооруженное восстание.
Восстание начали 20 июля 1905 года три человека: двое мужчин из племен мвури и опунда, и женщина из племени опунда. Они уничтожили плантации хлопчатника вблизи деревень Кипатуму и Надетте на территории племени матумби в континентальном секторе портового города Килва. Немного позже к начавшемуся восстанию присоединились другие различные племена и народности.
Важную роль в истории мятежа сыграл мужчина по имени Кинджикитиле Нгвале родом из района племени матумби, который с момента происшествия в июне-июле 1904 года был признан местными жителями пророком. Он основал секту маджи-маджи («маджи» на суахили означает «вода»).
Туземное население верило, что оно сможет защититься с помощью магии маджи-маджи, которая превратит оружие немецких колонизаторов в воду.
Всё же большинство жертв восстания погибло не от немецкого оружия, а от голода, поскольку немецкие колониальные войска в 1907 году выжгли все деревни, поля и леса. К концу мятежа практически всё местное население было истреблено.
Некоторые отряды мятежников продолжали партизанскую войну до тех пор, пока в июле 1908 года не были захвачены и казнены.

## Значение
В Танзании восстание Маджи-Маджи считается очень важной вехой в национальной истории. Джулиус Ньерере — первый президент объединенной Танзании — назвал повстанцев пионерами движения за национальное объединение страны, которое в 1964 году ознаменовалось созданием единого независимого государства.